# 金戊校
金戊校（1975年8月27日—）是一名韩国女子乒乓球运动员。她在2000年悉尼奥运会中，获得女子乒乓球比赛双打铜牌。她也參加了2001年夏季世界大學生運動會，結果獲得女子雙打的銀牌。